# Euphorbia macroclada
Euphorbia macroclada är en törelväxtart som beskrevs av Pierre Edmond Boissier. Euphorbia macroclada ingår i släktet törlar, och familjen törelväxter. Inga underarter finns listade i Catalogue of Life.